# Westward Ho! (romanzo)
Westward Ho! è un romanzo storico pubblicato nel 1855 scritto dall'autore britannico Charles Kingsley.

## Introduzione

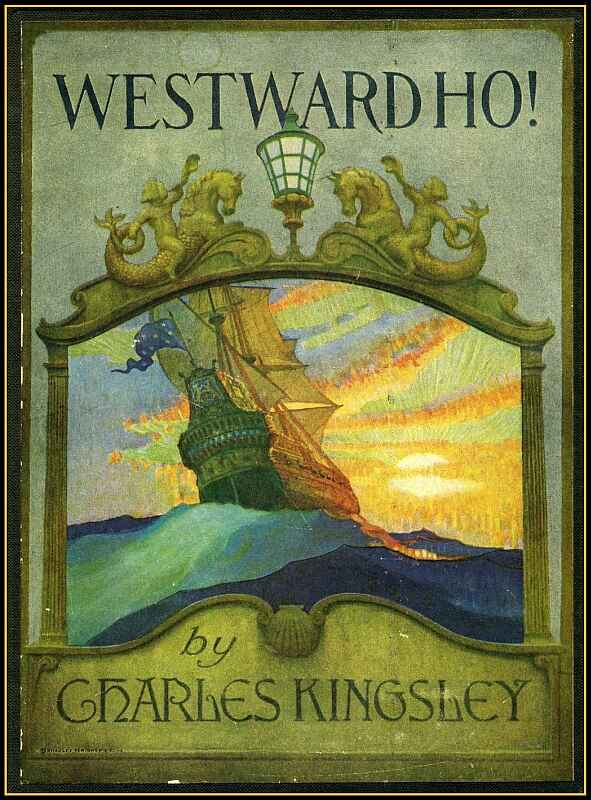
Copertina del libro disegnata da N. C. Wyeth, per l'edizione del 1920.

Il romanzo era basato sulle esperienze del corsaro elisabettiano Amyas Preston (Amyas Leigh nel romanzo), che salpa con Francis Drake, Walter Raleigh e altri corsari verso il Nuovo Mondo vale a dire la spedizione di Preston e Somers e la spedizione di Raleigh a El Dorado dove combattono con gli spagnoli.

## Trama
Ambientato inizialmente a Bideford nel North Devon durante il regno di Elisabetta I, Westward Ho! segue le avventure di Amyas Leigh, un bambino ribelle che da giovane segue Francis Drake per mare. Come molti altri, Amyas adora Rose Salterne, una bellezza locale; gran parte del romanzo riguarda il rapimento di rose da parte di uno spagnolo.
Amyas trascorre del tempo sulle coste caraibiche del Venezuela alla ricerca dell'oro, e alla fine torna in Inghilterra al tempo dell'armata spagnola, trovando nel frattempo il suo vero amore, la bellissima fanciulla indiana Ayacanora; eppure il destino aveva commesso un errore e portato sfortuna nella vita di Amyas, perché non solo era stato accecato da uno strano fulmine in mare, ma aveva anche perso suo fratello Frank Leigh e Rose Salterne, che furono catturati dagli spagnoli e bruciati sul rogo dall'inquisizione.

## Titolo del libro
Il titolo del libro deriva dal tradizionale richiamo dei taxi-battello sul fiume Tamigi, che usavano "Eastward ho!" e "Westward ho!" per indicare la loro destinazione. "Oh!" è un'interiezione o una chiamata per attirare passeggeri, senza un significato specifico oltre a "ehi!" o "vieni!".
Il titolo è anche un cenno all'opera teatrale Westward Ho!, scritto da John Webster e Thomas Dekker nel 1604, che satireggiava sui pericoli dell'espansione verso ovest di Londra. Il titolo originale completo del romanzo di Kingsley è Westward Ho! Or The Voyages and Adventures of Sir Amyas Leigh, Knight of Burrough, in the County of Devon, in the reign of Her Most Glorious Majesty, Queen Elizabeth, Rendered into Modern English by Charles Kingsley. Questo titolo elaborato intende riflettere lo stile finto-elisabettiano del romanzo. L'uso di Viola di "Westward ho!" nella dodicesima notte di William Shakespeare un riferimento precedente.
Kingsley ha dedicato il romanzo a Sir James Brooke , Rajah di Sarawak e al vescovo George Selwyn, che vedeva come rappresentanti moderni dei valori eroici dei corsari attivi durante l'era elisabettiana.

## Tema
È un romanzo storico che celebra le vittorie dell'Inghilterra sulla Spagna in epoca elisabettiana. 
Il romanzo ha basato la sua premessa sulla vera spedizione di Preston e Somers avvenuta nel 1595. Si trattava di un'incursione in cui la città coloniale spagnola di Caracas in Sud America fu catturata e saccheggiata da corsari guidati da Amyas Preston e George Somers.
Sebbene originariamente un radicale politico, Kingsley nel 1850 era diventato sempre più conservatore e un forte sostenitore dell'espansione all'estero. Il romanzo sottolinea costantemente la superiorità dei valori inglesi su quelli del "decadente spagnolo". Sebbene originariamente scritto per adulti, la sua miscela di patriottismo, sentimento e romanticismo lo riteneva adatto ai bambini, e divenne uno dei preferiti della letteratura per bambini.
Un tema importante del romanzo è la paura del dominio cattolico del XVI secolo, e questo riflette l'antipatia di Kingsley per il Cattolicesimo. Il romanzo mostra ripetutamente il protestante inglese che corregge i peggiori eccessi dei gesuiti spagnoli e dell'Inquisizione.
Il virulento anticattolicesimo del romanzo, così come le sue rappresentazioni razzialmente insensibili dei sudamericani, hanno reso il romanzo meno attraente per un pubblico moderno, sebbene sia ancora considerato da alcuni come il "romanzo più vivace e interessante" di Kingsley.